# Pinckneyville (Illinois)
Pinckneyville es una ciudad ubicada en el condado de Perry, Illinois, Estados Unidos. Es la capital del condado. Según el censo de 2020, tiene una población de 5.006 habitantes.

## Geografía
Pinckneyville se encuentra ubicada en las coordenadas 38°4′35″N 89°22′56″O / 38.07639, -89.38222. Según la Oficina del Censo de los Estados Unidos, Pinckneyville tiene una superficie total de 11.35 km², de la cual 10.64 km² corresponden a tierra firme y 0.71 km² es agua.

## Demografía
Según el censo de 2020, hay 5006 personas residiendo en Pinckneyville. La densidad de población es de 476.3 hab./km². Del total de habitantes, el 66.9% son blancos, el 24.9% son afroamericanos, el 0.7% son asiáticos, el 5.1% son de otras razas y el 2.3% son de dos o más razas.